# Dicopomorpha liaoningensis
Dicopomorpha liaoningensis är en stekelart som först beskrevs av Lou, Cao och Lou 1999.  Dicopomorpha liaoningensis ingår i släktet Dicopomorpha och familjen dvärgsteklar. Inga underarter finns listade i Catalogue of Life.